# Marc-Antoine Eidous
Marc-Antoine Eidous, né en 1715 à Marseille (France) et mort en 1790, est un homme de lettres français.

## Biographie
Marc-Antoine Eidous – ou Eydoux – est né à Marseille le 18 février 1715 et baptisé le lendemain à l’église Saint-Martin. Il a épousé à Paris, par contrat, le 10 octobre 1749, Jeanne Catherine Marguerite Dalican, puis à l’église Saint-Étienne-du-Mont le 11 octobre 1749. La date de son décès reste à vérifier.
Après avoir servi dans les armées espagnoles comme ingénieur, Eidous, à son retour en France, consacra tous ses moments à la littérature.
Traducteur infatigable, mais souvent peu exact et surtout peu élégant, il a traduit du latin, de l’anglais et de l’espagnol, dont le substantiel El Orinoco ilustrado y defendido du père Joseph Gumilla et en français plus de quarante ouvrages différents qui ont vu le jour, et en a encore laissé en manuscrit.
La plus importante de ces traductions est celle des 6 volumes in-folio du Dictionnaire universel de médecine de Robert James, avec la collaboration de Denis Diderot, Julien Busson et François-Vincent Toussaint et publiée entre 1746 et 1748.
Eidous a également collaboré aux volumes I à III de l’Encyclopédie de Diderot et D’Alembert pour l’héraldique, le blason et l’art de monter. Il a probablement été recruté comme contributeur à l’Encyclopédie par Diderot qui le connaissait depuis 1744 et leur travail sur le Dictionnaire de James. Dès 1746, Eidous apparait comme bénéficiaire sur les registres de comptes de l’éditeur Le Breton. Entre 1746 et 1748, il reçoit plus de 2 900 livres pour les quelque 450 articles qu’il fournit aux quatre premiers volumes, ce qui est bien payé.

## Traductions depuis l'anglais
- Robert James, Dictionnaire universel de médecine, trad. avec la collaboration de Denis Diderot, Julien Busson et François-Vincent Toussaint, Paris, Briasson, David l'aîné, Durand, 1746-1748, 6 vol. in-fol. (lire en ligne).
- Mémoires littéraires contenant des reflexions (...), Paris, Caillau, 1750.
- Le Château d'Otrante, d’Horace Walpole, 1764.
- Histoire de la poésie, de John Brown, 1764.
- Métaphysique de l’âme, ou Théorie des sentiments moraux, de Adam Smith, 1764.
- Agriculture complète, ou l’Art d’améliorer les terres de John Mortimer, 1765.
- les Voyages depuis S. Pétersbourg en Russie dans diverses contrées de l’Asie…, de John Bell, 1766 ;
- Voyages dans le Levant, dans les années 1749, 50, 51 & 52, de Frédéric Hasselquist, 1769 ;
- Œuvres philosophiques de Francis Hutcheson
- Lettres sur la Mythologie dans lesquelles on rapporte des opinions des Anciens...de Thomas Blackwell (1701-1757), 1771 (Très importante et très rare traduction "particulière".)

## Pour approfondir